# Cerco de Naxos (499 a.C.)

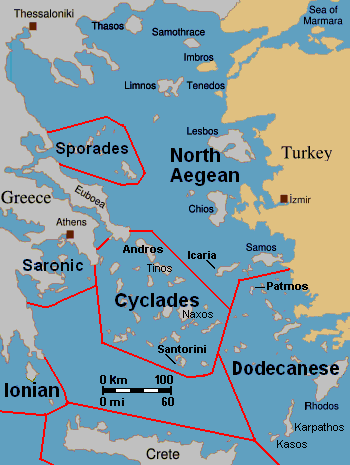

O cerco de Naxos (499 a.C.) foi uma tentativa fracassada pelo tirano de Mileto, Aristágoras, operando com o apoio do Império Aquemênida de Dario, o Grande, de conquistar a ilha de Naxos. Foi o ato de abertura das Guerras Greco-Persas, que durariam por 50 anos.
Aristágoras fora abordado por aristocratas náxios exilados, que procuravam retornar à ilha. Vendo uma oportunidade para reforçar sua posição em Mileto, Aristágoras buscou a ajuda de seu soberano, o rei persa Dario, o Grande, e do sátrapa local, Artafernes, para conquistar Naxos. Consentindo à expedição militar, os persas reuniram uma força de 200 trirremes sob o comando de Megábates .
A campanha rapidamente entrou em colapso. Aristágoras e Megábates discutiram sobre a viagem a Naxos, e alguém (possivelmente Megábates) informou aos náxios da chegada iminente. Quando chegaram, os persas e os jônios enfrentaram uma cidade bem preparada para enfrentar o cerco. A força expedicionária se acomodou para sitiar os defensores, mas, depois de quatro meses sem sucesso e desprovida de recursos financeiros, foi forçada a retornar à Ásia Menor.
No rescaldo desta desastrosa jornada, e sentindo sua impendente remoção como tirano, Aristágoras escolheu incitar toda a Jônia à rebelião contra Dario, o Grande. A revolta se alastrou para Cária e Chipre.Três anos de campanha persa em toda a Ásia Menor se sobreviram, sem nenhum efeito decisivo, antes que os persas se reagrupassem e seguissem diretamente para o epicentro da rebelião: Mileto. Na Batalha de Lade, os persas derrotaram decisivamente a frota jônica e efetivamente acabaram com a rebelião. Embora a Ásia Menor tivesse sido trazida de volta ao rebanho persa, Dario prometeu punir Atenas e Erétria, as quais haviam apoiado a revolta. Em 492 a.C., portanto, a primeira invasão persa da Grécia começar-se-ia como consequência do ataque fracassado a Naxos e à revolta jônica .

## Contexto histórico
Na Idade das Trevas grega que se seguiu ao colapso da civilização micênica, um número significativo de gregos emigrou para a Ásia Menor e se estabeleceu lá. Estes colonos eram de três grupos tribais: eólios, dóricos e jônios. Os jônicos assentaram-se sobre as costas de Lídia e Cária, fundando as doze cidades que compunham a Jônia.  Essas cidades eram Mileto, Mios e Priene em Cária; Éfeso, Colofão, Lebedos, Teos, Clazômenas, Foceia e Erythrae na Lídia; e as ilhas de Samos e Quios.  As cidades da Jônia permaneceram independentes até serem conquistadas pelo famoso rei lídio Creso, por volta de 560 a.C.  As cidades jônicas, então, permaneceram sob o domínio lídio, até que, por sua vez, Lídia foi conquistada pelo nascente Império Aquemênida de Ciro, o Grande .  Os persas acharam os ionianos difíceis de governar. Em outras partes do império, Ciro foi capaz de identificar grupos nativos da elite social para ajudá-lo a governar seus novos súditos — como no sacerdócio da Judeia.  
Nenhum desses grupos existia nas cidades gregas dessa época; geralmente havia uma aristocracia, todavia era inevitavelmente dividida em facções rivais.  O império, desta maneira, optou pelo patrocínio de tiranos em cada cidade jônica, embora isso os atraísse para os conflitos internos dos jônios. Além disso, poderiam desenvolver tendências independentes e ser, por fim, substituídos. Os próprios tiranos enfrentaram uma difícil tarefa: eles tiveram que desviar o pior do ódio de seus compatriotas enquanto permaneciam sob favor dos persas. 
Cerca de 40 anos após a conquista persa da Jônia, e no reinado do quarto rei, Dario, o Grande, o tirano de Mileto, Aristágoras, encontrou-se nessa condição familiar.  O tio de Aristágoras, Histieu, acompanhara Dario em campanha em 513 a.C., e quando o soberano ofereceu-lhe uma recompensa, pediu uma parte do território trácio conquistado. Embora seu desejo houvesse sido concedido, a ambição do tirano alarmou os conselheiros de Dario, sendo assim obrigado a permanecer em Susa como "Companheiro da Mesa Real" do monarca. Assumindo a posse de Histieu, Aristágoras enfrentou descontentamento borbulhante em Mileto.

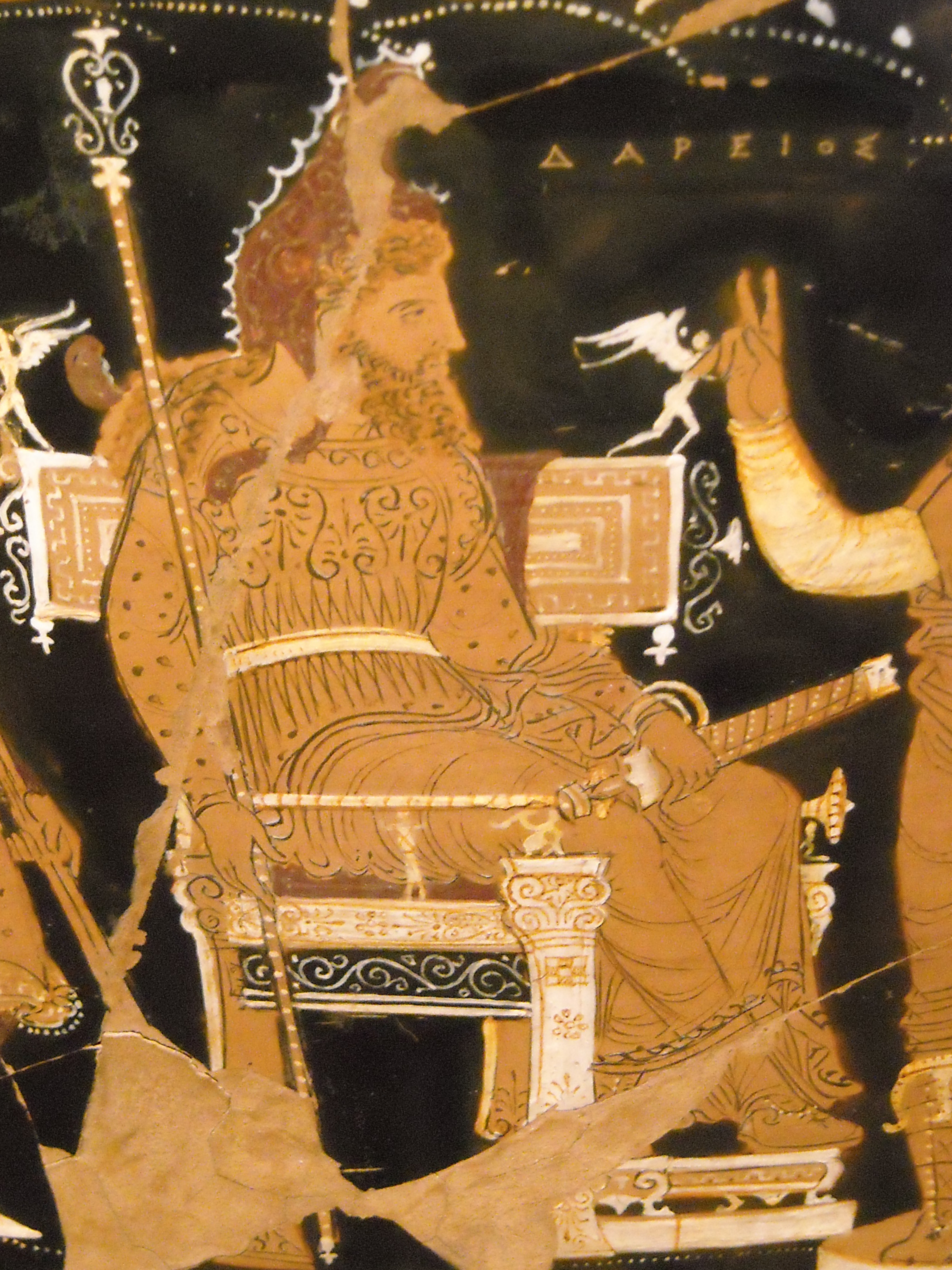
Dario I da Pérsia, como imaginado por um pintor grego, século IV a.C

De fato, esse período na história grega é notável pela agitação social e política em muitas cidades da Grécia, particularmente pelo estabelecimento da primeira democracia em Atenas. A ilha de Naxos, parte do grupo das Cíclades no Mar Egeu, foi também neste período afetada por turbulências. Naxos tinha sido governado pelo tirano Lygdamis, um protegido do tirano ateniense Pisístrato , até por volta de 524 a.C., quando este foi derrotado pelos espartanos . Depois disso, uma aristocracia nativa parece ter florescido, e Naxos se tornou uma das mais prósperas e poderosas ilhas do mar Egeu. Apesar de seu triunfo, Naxos não estava imune às tensões de classe e a contendas internas, e pouco antes de 500 a.C., a população tomou o poder, expulsando os aristocratas e estabelecendo uma democracia.  
Em 500 a.C., Aristágoras fora abordado por alguns dos exilados de Naxos que lhe pediram para ajudar a restaurá-los ao controle da ilha. Vendo uma oportunidade para fortalecer sua posição em Mileto ao conquistar uma pólis jônica, aproximou-se do sátrapa da Lídia, Artafernes, com uma proposta: se fornecesse-lhe um exército, Aristágoras conquistaria a ilha em nome de Dario, e ele daria ao sátrapa uma parte dos espólios para cobrir o custo de subsidiar o exército. Ademais, Aristágoras sugeriu que uma vez que Naxos caísse, as outras cidades das Cíclades também, e até Eubeia poderia ser atacada na mesma expedição. Em princípio, Artafernes concordou e pediu permissão a Dario para lançar a campanha, da qual o rei consentiu. Uma força de 200 trirremes foi montada para atacar Naxos no ano seguinte.

## Prelúdio
A armada persa foi devidamente formado na primavera de 499 a.C., e navegou para Jônia. Artafernes encarregou Megábates, primo de Dario, da esquadra e despachou-o para Mileto com o exército persa.  Eles se uniram com Aristágoras e com as tropas milésias, e então embarcaram e zarparam. A fim de não advertirem os naxianos, a rumaram ao norte, em direção ao Helesponto, mas quando chegaram a Quios, voltaram para o sul, direcionando-se a Naxos. 

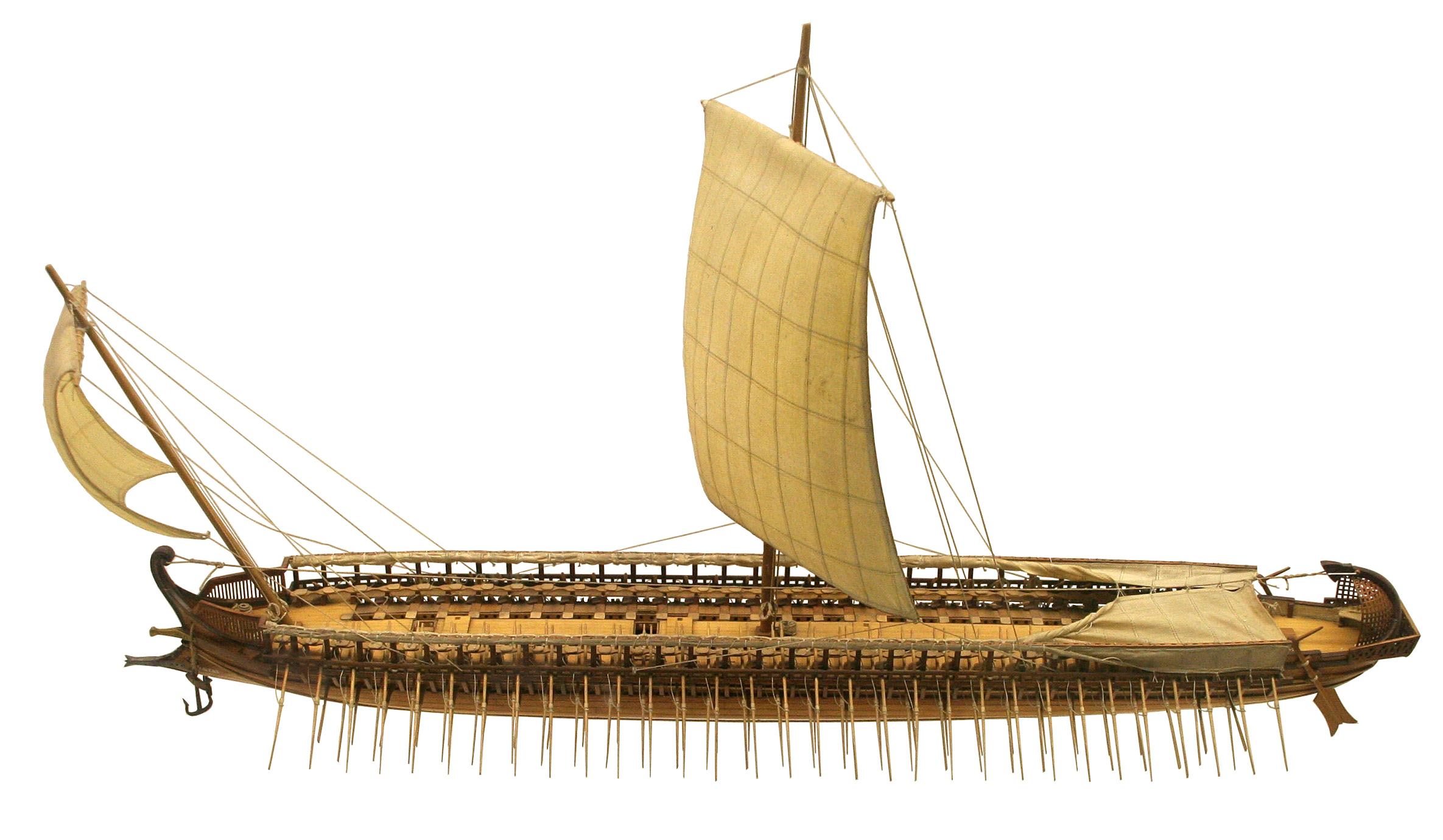
Modelo reconstruído de um trirreme, o tipo de navio em uso pelas forças grega e persa

Heródoto conta que Megábates fez inspeções nos navios (provavelmente enquanto estavam atracados durante a noite), e encontrou uma embarcação de Myndus que não havia designado nenhuma sentinela. Megábates ordenou à guarda que encontrasse o capitão do navio, Scylax, e mandou que este entrasse em um dos buracos de remo do navio com a cabeça para fora e o corpo, dentro. Notícias chegaram a Aristágoras do tratamento de seu amigo, e pediu-lhe que reconsiderasse a decisão. Aristágoras simplesmente libertou o capitão quando Megábates se recusou a conceder seus desejos. Previsivelmente, Megábates ficou furioso com Aristágoras, que este por sua vez respondeu: "Mas você, o que você tem a ver com essas questões? Artafernes não te enviou para obedecer-me e navegar aonde quer que eu te ordenasse? Por que estás tão coscuvilheiro?''.  De acordo com Heródoto, Megábates ficou tão colérico que enviou mensageiros aos naxianos para avisá-los da aproximação da marinha de guerra persa. 
Os historiadores modernos, duvidando que um comandante persa sabotaria sua própria invasão, sugeriram vários outros cenários possíveis. É, no entanto, impossível saber exatamente como os naxianos se conscientizaram da invasão; porém, sem dúvida, estavam cientes e fizeram preparativos. Heródoto conta-nos que os naxianos anteriormente não faziam a menor ideia da expedição, mas que quando souberam das revelações, aprovisionaram cultivos dos campos, reuniram comida o suficiente para sobreviver a um cerco e reforçaram suas muralhas. 

## Forças opostas

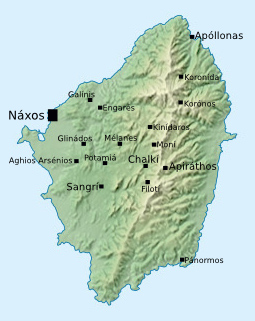
Mapa de Naxos, mostrando a principal cidade de mesmo nome

Heródoto não fornece números completos para nenhum dos lados, mas dá uma noção do efetivo de ambas as forças. Claramente, tendo em vista que elas estavam lutando em território nacional, as tropas naxianas poderiam, teoricamente, ter incluído toda a população. Heródoto diz em sua narrativa que os "naxianos têm oito mil homens portadores de escudos", o que sugere que havia 8 mil homens capazes de se equipar como hoplitas. Esses homens teriam formado a espinha dorsal forte da resistência naxiana. 
Os aquemênidas tinham em torno de 200 trirremes. Não está claro se havia navios de transporte adicionais. O complemento padrão de um trirreme era de 200 homens, incluindo 14 infantes navais.  Na segunda invasão persa da Grécia, cada navio oriental transportava trinta infantes extras, e isso provavelmente se procedeu similarmente na primeira invasão, quando toda a força invasora fora aparentemente conduzida por trirremes. Não obstante, os navios de Quios na Batalha de Lade também transportavam 40 marinheiros de combate cada. Isso sugere que um trirreme provavelmente poderia transportar um máximo de 40 a 45 soldados. Se o contingente persa em Naxos fosse identicamente comparado, então conteria mais ou menos de 8.000 a 9.000 soldados (além de múltiplos remadores desarmados).

## Cerco
Quando os jônios e persas chegaram à ilha, eles depararam-se com uma cidade bem fortificada e abastecida. Heródoto não diz explicitamente, mas essa era, em princípio, a capital epônima de Naxos. Ele fornece alguns detalhes das ações militares que advieram, embora haja uma insinuação de que houvera um ataque repelido à cidade. Os jônios e persas se assentaram para sitiar a cidade. Contudo, depois de quatro meses, os persas ficaram sem dinheiro, com Aristágoras também gastando muito. Completamente desmoralizada, a expedição preparou-se para retornar à Ásia Menor de mãos vazias. Antes de partir, construíram uma fortaleza para os aristocratas exilados da ilha.  Essa era uma estratégia típica no mundo grego para aqueles desterrados por conflitos internos, dando-lhes uma base para resguardarem-se rapidamente mediante o transcorrer dos eventos. 

## Consequências
Com o fracasso de sua tentativa de conquistar Naxos, Aristágoras se viu em apuros; ele foi incapaz de pagar os custos do empreendimento bélico a Artafernes e, além disso, alienou-se da família real persa. Ele esperava ser despojado de sua posição. Em uma tentativa desesperada de salvar a si, Aristágoras escolheu incitar seus próprios súditos, os milesianos, a se revoltarem contra seus mestres persas, iniciando assim a revolta jônica.  Embora Heródoto represente a revolta como uma consequência dos motivos pessoais de Aristágoras, a Jônia estava tendente à rebelião de qualquer maneira, sendo os tiranos instalados pelos persas a principal queixa.  As ações de Aristágoras foram assim comparadas a jogar uma chama em uma caixa de gravetos: elas estimularam a insurreição para além da Jônia (à Eólia e à Hexápole Dórica), a abolição das tiranias e ao estabelecimento de democracias em todos os lugares. 
Tendo desencadeado toda a Ásia Menor helênica à sublevação, Aristágoras evidentemente percebeu que os gregos precisariam de outros aliados para combater os persas. No inverno de 499 a.C., ele navegou para a Grécia continental para tentar recrutar aliados. Ele não conseguiu persuadir os espartanos, mas as cidades de Atenas e Erétria concordaram em apoiar a revolta. Na primavera de 498 a.C., um destacamento ateniense de vinte trirremes, acompanhado por cinco de Erétria, totalizando vinte e cinco trirremes, zarpou para a Jônia. Eles se juntaram à principal força jônica perto de Éfeso.  Essa força foi então guiada pelos efésios por entre as montanhas até Sardes, a capital sátrapa de Artafernes. Os gregos pegaram os persas de surpresa e conseguiram capturar a cidade baixa. Contudo, ela pegou fogo, e os gregos, desmoralizados, retiraram-se da cidade e começaram a regressar à base frígia. As tropas persas na Ásia Menor perseguiram a força grega, pegando-as fora de Éfeso. É claro que os gregos, judiados e cansados, não eram páreos ao adversário, e foram dizimados na batalha subsecutiva. Os jônios que escapuliram da batalha fundaram suas próprias povoações, ao passo que os atenienses e eretrianos remanescentes conseguiram retroceder a seus navios e volver à Grécia.  
Apesar desses contratempos, a revolta se difundiu ainda mais. Os jônios enviaram homens ao Helesponto e Propôntida e capturaram Bizâncio e cidades imediatas.  Eles também persuadiram os cários a unir-se à insurreição.  Além disso, vendo a propagação da sublevação, os reinos do Chipre também se revoltaram contra o domínio persa sem qualquer persuasão externa.  Nos três anos sequentes, o exército e a marinha persas estavam totalmente ocupados com a luta contra as rebeliões em Cária e Chipre, e a Jônia parece ter tido uma paz inquieta durante esses anos. No auge da contra-ofensiva do império aquemênida, Aristágoras, percebendo a insustentabilidade de sua posição, decidiu abandonar sua posição de líder de Mileto e da amotinação. Heródoto, que evidentemente tem uma visão bastante negativa dele, sugere que ele simplesmente perdeu a coragem e fugiu. 

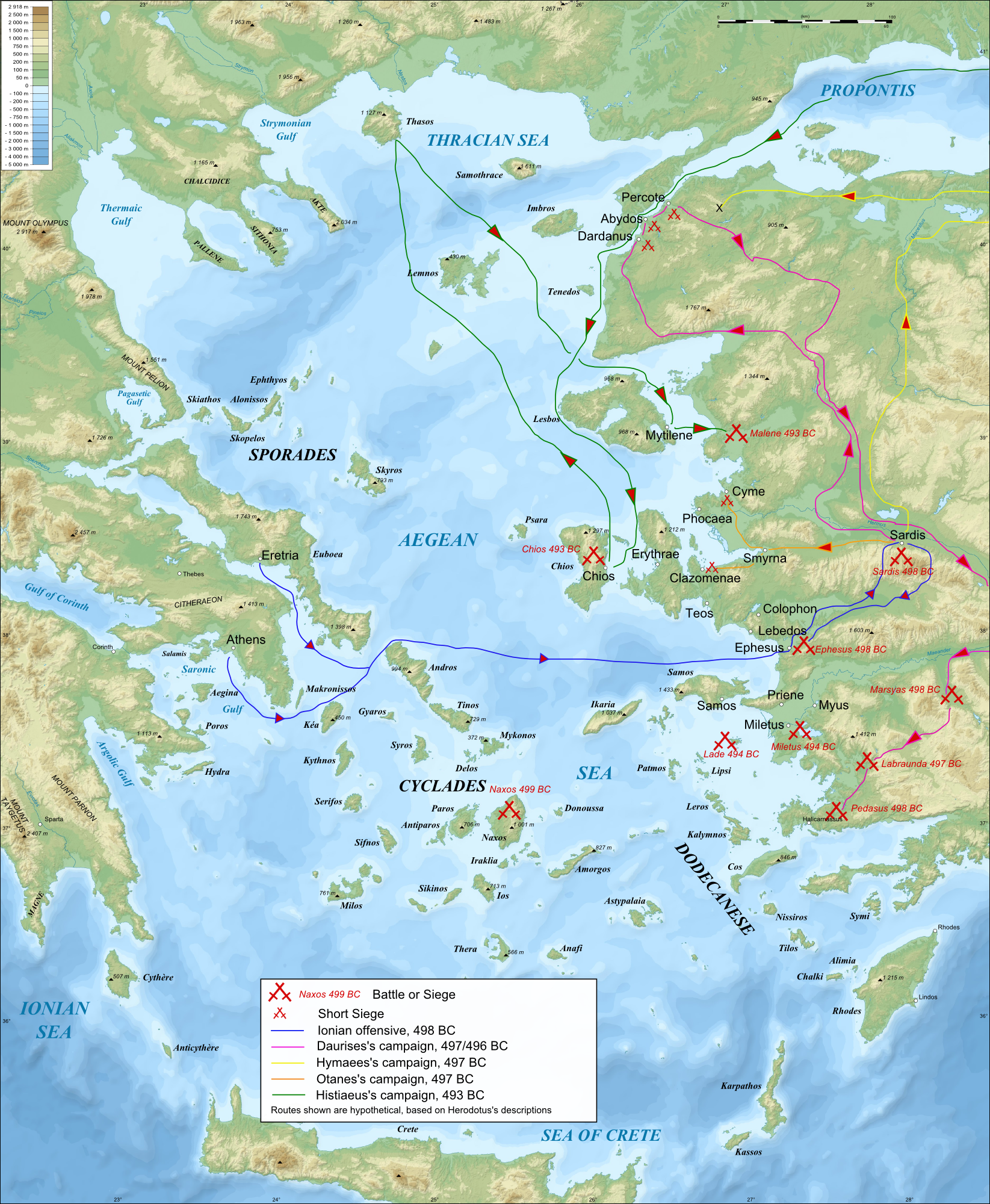
Principais acontecimentos da revolta jônica

No sexto ano da revolta (494 a.C.), as forças persas se reagruparam. O efetivo terrestre disponível fora amontoado em um só exército e acompanhado por uma frota fornecida pelos cipriotas reconquistados e por egípcios, cilicianos e fenícios. Dirigiram-se diretamente a Mileto, prestando pouca atenção a outras fortalezas, supostamente pretendendo atacar a revolta em seu epicentro. Os jônios procuraram defender Mileto pelo mar, deixando a defesa terreal para os milésios. A frota jônica se congregou na ilha de Lade, na costa de Mileto. Os persas estavam inseguros de triunfar em Lade, logo tentaram persuadir alguns contingentes jônicos a desertar. Embora a tentativa não tenha sido bem-sucedida no início, quando finalmente atacaram os jônios, o agrupamento de Samos priorizou renunciar-se do combate. Quando as frotas persa e jônica se encontraram, os samianos afastaram-se da batalha, causando o colapso da linha de batalha grega. Embora a força de Quios e alguns outros navios permaneceram e lutaram bravamente, a batalha foi perdida. 

Com a derrota em Lade, a revolta jônica estava praticamente findada. No ano seguinte, os persas reduziram os últimos redutos rebeldes e iniciaram o processo de pacificação da região.  A revolta jônica constituiu o primeiro grande conflito entre a Grécia e o Império Aquemênida e, como tal, representa a primeira fase das guerras greco-persas . A despeito de que a Ásia Menor tivesse sido trazida de volta ao rebanho persa, Dario prometeu punir Atenas e Erétria pelo apoio delas à revolta.  Além disso, vendo que a miríade de estados da Grécia representava uma ameaça contínua à estabilidade de seu império, ele decidiu conquistar toda a Hélade. Em 492 a.C., a primeira invasão persa da Grécia, a próxima fase das guerras médicas, começaria como uma consequência direta da revolta jónia.